# Sprogøvej Station
Sprogøvej Station er en dansk jernbanestation i byen Thyborøn i det nordlige Vestjylland.

## Galleri
- Wikimedia Commons har flere filer relateret til Sprogøvej Station

- Adgangsvej fra Sprogøvej.
- Stationen set fra nord.
- Venteskur.
- Stationsskilt.

Sprogøvej
| Foregående station |  | Midtjyske Jernbaner                  |  | Efterfølgende station           |
| ------------------ |  | ------------------------------------ |  | ------------------------------- |
| Rønlandmod Vemb    |  | Lemvigbanen Vemb - Lemvig - Thyborøn |  | Thyborøn Kirkemod Thyborøn Havn |

56°41′32″N 8°12′35″Ø / 56.6922°N 8.2097°Ø